# Калотропис
Кало́тропис (лат. Calotropis) — род цветковых растений, относящийся к подсемейству Ластовневые (Asclepiadoideae) семейства Кутровые (Apocynaceae). Ядовитые кустарники родом из Тропической Азии и Северной Африки.

## Ботаническое описание
Прямостоячие кустарники, покрытые сероватым опушением. Листья супротивные, цельные, широкие, почти сидячие.
Цветки обоеполые, пятичленные, собранные в, как правило, верхушечные зонтиковидные щитки на длинных цветоносах. Чашечка с желёзками при основании, чашелистики сросшиеся только в основании. Венчик чашевидной или почти колесовидной формы, лепестки сросшиеся на протяжении половины длины. Коронка (привенчик) пятилопастная, мясистая, лопасти сжатые с боков, в основании со шпорцем. Тычиночные нити соединённые, пестики длинные, со слабо выпуклым рыльцем.
Плоды — листовки от почти шаровидных до продолговато-ланцетных, с вздутым мезокарпием.

## Таксономия
Научное название рода образовано от др.-греч. καλός — «красивый» и τρόπις — «киль», «судно», что относится к заметным чашелистикам цветков растения.

### Синонимы
- Madorius [Rumph.] Kuntze, 1891, nom. superfl.

### Виды
По информации базы данных The Plant List, род включает 3 вида:
- Calotropis acia Buch.-Ham., 1825
- Calotropis gigantea (L.) W.T.Aiton, 1810 — Калотропис гигантский
- Calotropis procera (Aiton) W.T.Aiton, 1810 — Калотропис высокий